# 아마지야
아마지야(공동번역성서) 또는 아마샤(개역개정)(히브리어: אמציה, 그리스어: Αμασίας; 기원전 796년경 ~ 기원전 781년경 재위)는 유다 왕국의 9대 왕으로 처음에는 옳은 일들을 많이 했으나 에돔을 무찌른 뒤에는 교만해져 우상 숭배를 하고 북왕국 이스라엘에 싸움을 걸었다가 화를 자초했다.

## 왕위
예루살렘 출신의 어머니 여호앗단에게 태어나 25살에 왕위에 올랐다. 그는 하나님의 눈에 옳을 일들을 많이 해 왕권이 튼튼해지고 부왕 요아스 왕을 살해한 이들을 죽였다.
그리고 군사력 강화에도 힘을 기울여 유다 사람들을 불러 모아온 유다와 베냐민 사람들을 집안별로 세워 천인대장들과 백인대장들의 지휘 아래 두었다. 그리고 20살 이상 된 사람들을 사열해 보니 모두 30만 명이나 되었는데 창과 큰 방패로 무장해 군대에 나갈 수 있는 정병이었다. 그리고 은 100탈렌트를 주고 이스라엘에서 용사 10만 명을 고용하기도 했다.

## 에돔 공격
어느 날 하나님의 사람이 나타나 에브라임 자손들과 함께 하지 않는다 하여 아마지야 자손들을 돌려보내었다. 그 후 담력을 내어 공격해 소금 골짜기에서 세이르의 자손 1만 명을 쳐죽이고 유다의 자손이 또 1만 명을 붙잡아 바위 꼭대기로 끌고 가 내던졌다. 그리고 아마지야가 자기와 함께 전장에 나가지 못하게 하고 돌려보낸 군사들이 사마리아에서 벳 호론에까지 유다의 성읍들을 공격해 주민 3000명을 죽이고 물건을 약탈했다.

## 우상 숭배와 북왕국과의 싸움
아마지야는 에돔인들을 무찌르고 오자 세이르 자손들의 신상을 가져와 자기 신으로 세우고 그 앞에 예배하며 향을 피웠다. 그러자 하나님이 크게 노해 예언자 한 사람을 보내 경고했으나 아마지야는 이를 무시했다.
아마지야는 사람들과 의논해 예후의 손자이자 여호아하스 왕의 아들 이스라엘 왕국의 왕 요아스에게 사람을 보내 싸움을 걸었고 그리하여 요아스가 올라와 유다 왕국의 벳 세메스에서 겨루었다. 유다군은 이스라엘군에게 크게 패배해 도망쳤고 요아스는 아마지야를 사로잡아 예루살렘으로 데려갔다. 그리고 유다 왕궁의 보물들을 빼앗고 인질을 잡아 사마리아 성으로 데리고 갔다.

## 살해
아마지야는 여호아스 왕이 죽은 뒤 15년을 더 살았으나 예루살렘에서 모반이 일어났고 아마지야는 라키스로 도망쳤으나 모반자들이 거기까지 쫓아가 아마지야를 살해했다.